# 黒岩正和
黒岩 正和（くろいわ まさかず）は、日本の写真家・民族学者。和歌山県出身。

## 来歴
和歌山県立向陽高等学校卒業。京都精華大学芸術学部デザイン学科卒業。
写真家・溝縁ひろしのアシスタントを経てフリーのカメラマンに。
18歳で初めて海外を野宿で放浪。のちに雑誌のインタビューで猿岩石に憧れての野宿旅だったと語っている。
その後、山岳少数民族の祭事などを撮影するため、中国・雲南省に長期に渡り滞在。
海外の辺境地を旅するカメラマンとしてスタートしたが、偶然出会った島の祭りに魅了され、現在は、島の暮らしや祭事を中心に撮影している。
長年京都を中心に活動してきたが、2020年カメラ雑誌CAPAの紙面にて、和歌山への移住を公表した。
主な撮影テーマは、アジアの山岳少数民族・メコン河流域の人々・日本の島々の風俗・祭事。
2022年より京都精華大学デザイン学部非常勤講師。

## 主な受賞歴
- 二科展写真部オリエンタル賞受賞
- キヤノン写真新世紀佳作入選
- 上野彦馬賞入選